# Burgwälle Naugarten
Die Burgwälle von Naugarten, einem Ortsteil der Gemeinde Nordwestuckermark im Landkreis Uckermark in Brandenburg, liegen am Südufer des Naugartener Sees. Sie bestehen aus bislang zwei bekannten Burganlagen, deren Überreste noch erhalten sind: Die eine Burganlage befindet sich als Burgwall am östlichen Ortseingang auf einem Feld direkt am Ufer des Naugartener Sees. Sie wurde mutmaßlich im 7. bis 10. Jahrhundert angelegt und unter Niederungsburg Naugarten (Katalog-Nr. 808) geführt. Die andere Burganlage (datiert:11. bis 12. Jahrhundert) liegt am Westrand der Ortschaft auf dem sogenannten Schloßberg und wird Höhenburg Naugarten (Katalog-Nr. 810) genannt.
Der ursprüngliche Ortsname der Siedlung lautete „Novo Grad“, was im slawischen so viel wie „Neue Burg“ bedeutet. Welche der beiden Burgen die besagte neue Burg war, ist nicht überliefert.